# Paragon (Automarke)
Paragon war eine britische Automobilmarke, die von 1913 bis 1914 von K. Portway & Co. in Manningtree (Essex) gebaut wurde.
Das einzige Modell war ein Cyclecar mit einem V2-Motor mit 1078 cm³ Hubraum. Es gab ihn in luft- und in wassergekühlter Ausführung.